# Zostań gwiazdą
Zostań gwiazdą – program rozrywkowy emitowany w telewizji TVN w latach 1998–1999. Piosenkarze-amatorzy zgłaszali się do programu, by pod okiem specjalistów przygotować się do profesjonalnego występu na scenie. W każdym odcinku występowało kilkoro uczestników, a najlepszego spośród nich wybierało jury: Urszula, Robert Janson oraz gość specjalny. Uczestnicy naśladowali oryginalnych wykonawców piosenek, zarówno wyglądem, jak i sposobem śpiewania. Nagrodą dla zwycięzcy konkursu był kontrakt płytowy. Powstały dwie edycje programu. Pierwszą wygrała Magdalena Piwowarczyk, a drugą Marcin Szaniawski.
Producentem programu była firma Endemol Neovision.
Program prowadził Krzysztof Ibisz. 